# Laura Ahtime
Laura Marie-Thérèse Ahtime es una matemática y estadística; directora ejecutiva de la "Oficina Nacional de Estadística" de Seychelles.
Ahtime, fue contratada en la Oficina Nacional de Estadística, antes de obtener un título de nivel universitario, y después de trabajar allí durante aproximadamente tres años, fue a la Universidad de Botsuana, donde estudió estadística durante cuatro años. Más tarde, obtuvo una maestría en Economía del Desarrollo Cuantitativo, por la Universidad de Warwick, con el apoyo de una beca Chevening. Después de sus estudios, regresó a la Oficina Nacional de Estadística de Seychelles nuevamente, finalmente fue promovida a directora general, y luego a presidenta ejecutiva en 2010. Se convirtió así, en la primera mujer jefa ejecutiva de la Oficina, aunque paradójicamente, en su conjunto la oficina está "muy fuertemente dominada por las mujeres".
Bajo el liderazgo de Ahtime, Seychelles, que en los últimos años no consideraba que las estadísticas fueran importantes, ha hecho un uso significativamente mayor del trabajo de la oficina, de los órganos del gobierno y los periódicos, y en las relaciones internacionales. Ahtime impulsó a Seychelles a formar parte del Sistema General de Difusión de Datos del Fondo Monetario Internacional, y suscribirse al Estándar Especial de Divulgación de Datos del Fondo Monetario Internacional.
Ella también publicó el primer atlas de población y censo de Seychelles, y monitorea el número de turistas que visitan Seychelles.

## Honores

### Membresías
- electa del International Statistical Institute.[7]